# 기학

시트 벤드를 상징으로 한 국제기학협회 기.

기학(旗學, 영어: vexillology)은 이란 깃발(旗)에 대해 다루는 학문으로 기의 연원, 역사, 상징 및 기에 쓰인 문장의 분류등 기와 관련된 제반 사항에 대한 지식체계를 뜻한다.

## 어원
기학을 뜻하는 영어 단어 vexillology는 라틴어 vexillum에 학문을 뜻하는 접미사 -logia가 붙어 만들어진 합성어이다. (vexillum+ology)

## 역사
미국의 학자 휘트니 스미스가 1957년에 "vexillology"라는 용어를 고안한 것으로 알려져 있다. 그 전까지 깃발 연구는 일반적으로 문장의 의미를 연구하는 문장학의 일부로 여겨졌다.
이후 스미스는 1961년 학술지 《The Flag Bulletin》을 발간하면서 기학이라는 단어를 공식화했으며, 첫번째 기학 학술 회의를 개최하고 북미 기학 협회, 국제 기학 협회 (FIAV)을 포함한 다양한 기학 관련 단체들을 조직했다.

## 기학 연구 단체
상부 단체로는 국제기학협회가 있으며, 그외 주요 조직들로는 북미 기학 협회, German Vexillological Association,  Flags of the World 등이 있다.

## 같이 보기
- 기학 기호

## 추가 문헌
- Leepson, Marc. Flag: An American Biography. New York: Thomas Dunne Books, 2005. ISBN 0312323093ISBN 0312323093.
- Marshall, Tim (2022). 《깃발의 세계사 : 왜 우리는 작은 천 조각에 목숨을 바치는가》. 푸른숲. ISBN 9791156759348.